# Танзанийски шилинг
Вижте пояснителната страница за други значения на шилинг.
Танзанийският шилинг (на английски: Tanzanian shilling; на суахили: Shilingi ya Tanzania) е официалното разплащателно средство и парична единица в Танзания. Въведена е през 1966 г. и се дели на 100 сенти.
През 1966 г. godu банка на Танзания въведена банкноти от 5, 10, 20 и 100 Боб (вместо изтеглени от обращение банкноти, Източна Африка Боб). 5s бяха заменени с монети през 1972. 50 Боб въведена през 1985 г., последвано Боб 200 през 1986 г., Боб 500 през 1989 г. и 1000 до 1990 Банкнотите Боб 10, 20, 50 и 100 са заменени с монети Боб при 1987, 1990, 1996 и 1994 съответно. 5000 и 10 000 шилинга бяха въведени през 1995 г., последвано от още банкноти 2000 шилинга в 2003.
Сега в обращение са банкноти в купюри от 500, 1000, 2000, 5000 и 10 000 шилинга проба 2003 и 2011 година. 2003 година от пробите банкноти остават законно платежно средство и постепенно изтеглени от обращение. Банкнотите от всички предишни съобщения, изтеглени от обращение, но могат да бъдат разменени за модерни офиси в Централната банка на Танзания.

## Монети
Има монети от 50, 100, 200, 500 шилинга.

## Банкноти
Емитират се банкноти от 500, 1000, 2000, 5000, 10 000 шилинга.